# 1812 kilometer van Qatar
De 1812 kilometer van Qatar is een race uit het FIA World Endurance Championship. De race vindt plaats op het Losail International Circuit. De eerste editie vond in 2024 plaats.

## Geschiedenis
Op 12 december 2022 werd aangekondigd dat het Losail International Circuit in 2024 de seizoensopener van het FIA World Endurance Championship zou houden. Het circuit tekende een contract waarmee vaststond dat de race zes jaar gehouden zou worden. Het evenement werd aangekondigd als de 6 uur van Qatar. Voorafgaand aan de race zou ook de jaarlijkse testsessie, die bekend staat als de "proloog" van het kampioenschap, op het circuit worden gehouden.
Voorafgaand aan de 24 uur van Le Mans van 2023 werd aangekondigd dat de naam van de race zou worden gewijzigd naar de 1812 kilometer van Qatar. Het getal 1812 verwijst naar 18 december, de nationale feestdag van Qatar. De race kent een tijdslimiet van tien uur.
Op 2 maart 2024 werd de eerste editie van de 1812 kilometer van Qatar gehouden, die werd gewonnen door de Porsche Penske Motorsport van Kévin Estre, André Lotterer en Laurens Vanthoor.

## Winnaars
| Jaar | Winnaars                                    | Team                      | Auto         | Tijd         | Afstand    | Verslag |
| ---- | ------------------------------------------- | ------------------------- | ------------ | ------------ | ---------- | ------- |
| 2024 | Kévin Estre André Lotterer Laurens Vanthoor | Porsche Penske Motorsport | Porsche 963  | 9:55:51.926  | 1814,75 km | Verslag |
| 2025 | Antonio Fuoco Miguel Molina Nicklas Nielsen | Ferrari AF Corse          | Ferrari 499P | 10:01:39.098 | 1722,75 km | Verslag |